# Croy (gemeente)
Croy is een gemeente en plaats in het Zwitserse kanton Vaud, en maakt deel uit van het district Orbe.
Croy telt 351 (2016) inwoners.

## Geboren
- Adolphe Burdet (1860-1940), Nederlands fotograaf en filmer van vogels